# PSV/FC Eindhoven in het seizoen 2012/13
Het seizoen 2012/2013 is het 1e jaar in het bestaan van de Eindhovense vrouwenvoetbalclub PSV/FC Eindhoven. De club speelt tot aan de winterstop in de Nederlandse Eredivisie en na de winterstop in de Women's BeNe League en zal verder deelnemen aan het toernooi om de KNVB beker. Het elftal stond tijdens de BeNe League Orange 2012/13 onder leiding van Hesterine de Reus. Zij nam na de laatste wedstrijd thuis tegen ADO Den Haag ontslag.

## Selectie en technische staf

### Selectie
| Nr. |                    | Naam                                            | Competitie  | Competitie  | Beker       | Beker       | Totaal      | Totaal      | Seizoen     | Vorige club           | Debuut           |             |             |             |             |             |             |
| Nr. | W                  | Naam                                            |             | W           |             | W           |             |             | Seizoen     | Vorige club           | Debuut           |             |             |             |             |             |             |
|     |                    | Doelvrouwen                                     | Doelvrouwen | Doelvrouwen | Doelvrouwen | Doelvrouwen | Doelvrouwen | Doelvrouwen | Doelvrouwen | Doelvrouwen           | Doelvrouwen      | Doelvrouwen | Doelvrouwen | Doelvrouwen | Doelvrouwen | Doelvrouwen | Doelvrouwen |
| --- | ------------------ | ----------------------------------------------- | ----------- | ----------- | ----------- | ----------- | ----------- | ----------- | ----------- | --------------------- | ---------------- | ----------- | ----------- | ----------- | ----------- | ----------- | ----------- |
| 1   | Vlag van Nederland | Angela Christ                                   | 20          | 0           | 1           | 0           | 21          | 0           | 1e          | FC Utrecht            | 24 augustus 2012 |             |             |             |             |             |             |
| 16  | Vlag van Nederland | Renate Verhoeven                                | 8           | 0           | 0           | 0           | 8           | 0           | 1e          | FC Utrecht            | 14 december 2012 |             |             |             |             |             |             |
|     |                    | Verdedigers                                     |             |             |             |             |             |             |             |                       |                  |             |             |             |             |             |             |
| 18  | Vlag van Nederland | Janneke Bijl                                    | 16          | 0           | 0           | 0           | 16          | 0           | 1e          | SV Saestum (ama)      | 31 augustus 2012 |             |             |             |             |             |             |
| 15  | Vlag van Nederland | Vera Egelmeers                                  | 3           | 0           | 1           | 0           | 4           | 0           | 1e          | VV Una/Brinvast (ama) | 16 februari 2013 |             |             |             |             |             |             |
| 4   | Vlag van Nederland | Maran van Erp                                   | 27          | 0           | 1           | 0           | 28          | 0           | 1e          | VVV-Venlo             | 24 augustus 2012 |             |             |             |             |             |             |
| 5   | Vlag van Nederland | Kika van Es                                     | 13          | 1           | 0           | 0           | 13          | 1           | 1e          | VVV-Venlo             | 2 november 2012  |             |             |             |             |             |             |
| 17  | Vlag van Nederland | Melissa Evers                                   | 24          | 1           | 0           | 0           | 24          | 1           | 1e          | VVV-Venlo             | 24 augustus 2012 |             |             |             |             |             |             |
| 14  | Vlag van Nederland | Merel Groenen                                   | 3           | 0           | 1           | 0           | 4           | 0           | 1e          | VV Riel DA1 (ama)     | 14 december 2012 |             |             |             |             |             |             |
| 2   | Vlag van Nederland | Marlou Kelleners                                | 25          | 0           | 0           | 0           | 25          | 0           | 1e          | VVV-Venlo             | 24 augustus 2012 |             |             |             |             |             |             |
| 3   | Vlag van Nederland | Jette van Vlerken                               | 24          | 1           | 1           | 0           | 25          | 1           | 1e          | FC Utrecht            | 24 augustus 2012 |             |             |             |             |             |             |
|     |                    | Middenvelders                                   |             |             |             |             |             |             |             |                       |                  |             |             |             |             |             |             |
| 8   | Vlag van Nederland | Manon van den Boogaard                          | 27          | 4           | 1           | 0           | 28          | 4           | 1e          | FC Utrecht            | 24 augustus 2012 |             |             |             |             |             |             |
| 6   | Vlag van Nederland | Marije Brummel                                  | 9           | 0           | 0           | 0           | 9           | 0           | 1e          | Sc Heerenveen         | 16 maart 2013    |             |             |             |             |             |             |
| 7   | Vlag van Nederland | Daniëlle van de Donk                            | 27          | 14          | 0           | 0           | 27          | 14          | 1e          | VVV-Venlo             | 24 augustus 2012 |             |             |             |             |             |             |
| 22  | Vlag van Nederland | Nadine Hanssen                                  | 7           | 0           | 1           | 0           | 8           | 0           | 1e          | VVV-Venlo             | 12 oktober 2012  |             |             |             |             |             |             |
| 12  | Vlag van Nederland | Marlou Peeters                                  | 24          | 1           | 1           | 0           | 25          | 1           | 1e          | SV Venray (ama)       | 24 augustus 2012 |             |             |             |             |             |             |
| 13  | Vlag van Nederland | Nikki de Roest                                  | 7           | 0           | 1           | 0           | 8           | 0           | 1e          | RVVH (ama)            | 24 augustus 2012 |             |             |             |             |             |             |
|     |                    | Aanvallers                                      |             |             |             |             |             |             |             |                       |                  |             |             |             |             |             |             |
| 10  | Vlag van Nederland | Marjolijn van den Bighelaar                     | 13          | 2           | 1           | 0           | 14          | 2           | 1e          | ADO Den Haag          | 24 augustus 2012 |             |             |             |             |             |             |
| 21  | Vlag van België    | Sylke Calleeuw                                  | 7           | 0           | 1           | 1           | 8           | 1           | 1e          | DVC Eva's Tienen      | 2 november 2012  |             |             |             |             |             |             |
| 19  | Vlag van Nederland | Nadia Coolen                                    | 26          | 7           | 1           | 0           | 27          | 7           | 1e          | VVV-Venlo             | 24 augustus 2012 |             |             |             |             |             |             |
| 20  | Vlag van Nederland | Suzanne de Kort *                               | 19          | 4           | 1           | 0           | 20          | 4           | 1e          | FC Twente             | 31 augustus 2012 |             |             |             |             |             |             |
| 11  | Vlag van Nederland | Jeslynn Kuijpers                                | 26          | 5           | 1           | 0           | 27          | 5           | 1e          | VVV-Venlo             | 24 augustus 2012 |             |             |             |             |             |             |
| 9   | Vlag van Nederland | Mauri van de Wetering                           | 24          | 6           | 0           | 0           | 24          | 6           | 1e          | VVV-Venlo             | 24 augustus 2012 |             |             |             |             |             |             |
| Nr. |                    | Naam                                            | W           |             | W           |             | W           |             | Seizoen     | Vorige club           | Debuut           |             |             |             |             |             |             |
| Nr. | Competitie         | Competitie                                      | Beker       | Beker       | Totaal      | Totaal      |             |             | Seizoen     | Vorige club           | Debuut           |             |             |             |             |             |             |
|     |                    | Bijgewerkt tot en met 1 juli 2013 00:00 (MEZT). |             |             |             |             |             |             |             |                       |                  |             |             |             |             |             |             |

* De Kort wordt gehuurd van FC Twente.

### Technische staf
| Naam             | Functie           |
| ---------------- | ----------------- |
| Nebojša Vučković | Hoofdtrainer      |
| Edith Meeuwsen   | Assistent-Trainer |
| Bert van Essen   | Teamarts          |
| Paul Maas        | Fysiotherapeut    |
| Josje van de Wal | Fysiotherapeut    |
| Niels Bouwman    | Keeperstrainer    |
| Wim Ribbens      | Keeperstrainer    |
| Nick Veenbrink   | Teammanager       |

### Analyse selectie
| Nationaliteit    | Vlag van Nederland | Vlag van België | Totaal Spelers |
| ---------------- | ------------------ | --------------- | -------------- |
| Selectie Spelers | 21                 | 1               | 22             |

## Wedstrijden

### Oefenduels
| oefenduel 1                                                                              | PSV/FC Eindhoven | 3 - 0 (3 - 0) | Queens Park Rangers FC U19 | Selectie PSV/FC Eindhoven: |  |  |  |  |  |
| za. 28 juli 2012 Aanvangstijd: 12:00 uur Plaats: Eindhoven Jan Louwers Stadion           | Nadia Coolen 4' Marjolijn van den Bighelaar 6' Jeslynn Kuijpers 25' | 1 - 0 2 - 0 3 - 0 | | BASISOPSTELLING: Christ - Kelleners, Van Vlerken, Evers, Van Es - Van Erp, Van den Bighelaar, Peeters - Coolen, Van de Wetering, Kuijpers RESERVEBANK: Verhoeven, Egelmeers, Groenen, Van de Donk, De Roest, Hanssen, Calleeuw, Haverkort WISSELS: 26' Groenen Evers 26' Van de Donk Coolen 26' De Roest Peeters 51' Egelmeers Van Es 51' Evers Van Vlerken 51' Peeters Kelleners 51' Hanssen Van de Donk 51' Calleeuw Van de Wetering             |  |  |  |  |  |
|                                                                                          | | | | |  |  |  |  |  |
| oefenduel 2                                                                              | PSV/FC Eindhoven | 8 - 1 (6 - 0) | DVC Eva's Tienen | |  |  |  |  |  |
| za. 4 augustus 2012 Aanvangstijd: 12:00 uur Plaats: Eindhoven Sportpark Velddoornweg     | Jeslynn Kuijpers 7' Daniëlle van de Donk 25' Daniëlle van de Donk 26' Marjolijn van den Bighelaar 29' Maran van Erp 38' Jeslynn Kuijpers 45' Melissa Evers 53' Daniëlle van de Donk 56' | 1 - 0 2 - 0 3 - 0 4 - 0 5 - 0 6 - 0 7 - 0 8 - 0 8 - 1                                                                              | 60' n.b. | BASISOPSTELLING: Christ - Kelleners, Groenen, Evers, Van Erp - Van de Donk, Peeters, Van den Boogaard - Coolen, Van den Bighelaar, Kuijpers RESERVEBANK: Verhoeven, De Roest, Hanssen, Calleeuw, Van de Wetering WISSELS: 33' De Roest Van den Boogaard 46' Verhoeven Christ 46' Van de Wetering Coolen 46' Calleeuw Kuijpers 68' Hanssen Van den Bighelaar                                                                                        |  |  |  |  |  |
|                                                                                          | | | | |  |  |  |  |  |
| oefenduel 3                                                                              | PSV/FC Eindhoven | 20 - 0 (7 - 0) | Lommel United WS | |  |  |  |  |  |
| ma. 6 augustus 2012 Aanvangstijd: 19:30 uur Plaats: Eindhoven Sportpark Velddoornweg     | Marjolijn van den Bighelaar 12' Daniëlle van de Donk 22' Daniëlle van de Donk 26' Marjolijn van den Bighelaar (pen.) 34' Daniëlle van de Donk 39' Daniëlle van de Donk 44' Daniëlle van de Donk 45' Marjolijn van den Bighelaar 46' Marjolijn van den Bighelaar 51' Manon van den Boogaard 53' Marjolijn van den Bighelaar 60' Marjolijn van den Bighelaar 62' Daniëlle van de Donk 66' Jeslynn Kuijpers 71' Marjolijn van den Bighelaar 73' Nadia Coolen 76' Marjolijn van den Bighelaar 77' Manon van den Boogaard (pen.) 82' Marjolijn van den Bighelaar 86' Jeslynn Kuijpers 89' | 1 - 0 2 - 0 3 - 0 4 - 0 5 - 0 6 - 0 7 - 0 8 - 0 9 - 0 10 - 0 11 - 0 12 - 0 13 - 0 14 - 0 15 - 0 16 - 0 17 - 0 18 - 0 19 - 0 20 - 0 | | BASISOPSTELLING: Verhoeven - Kelleners, Groenen, Evers, Van Es - Van Erp , Van de Donk, Peeters - Hanssen, Van den Bighelaar, Kuijpers RESERVEBANK: Christ, De Roest, Van den Boogaard, Coolen, WISSELS: 43' Coolen Hanssen 46' Christ Verhoeven 46' De Roest Van Es 46' Van den Boogaard Peeters |  |  |  |  |  |
|                                                                                          | | | | |  |  |  |  |  |
| oefenduel 4                                                                              | Bayer Leverkusen | 1 - 0 (0 - 0) | PSV/FC Eindhoven | |  |  |  |  |  |
| za. 11 augustus 2012 Aanvangstijd: 16:00 uur Plaats: Leverkusen                          | Turid Knaak 59' | 1 - 0 | | BASISOPSTELLING: Christ - Kelleners, Van Vlerken, Evers, Van Erp - Peeters, Van de Donk, Van den Boogaard - Coolen, Van den Bighelaar, Kuijpers RESERVEBANK: Verhoeven, Van Es, Groenen, Egelmeers, Bijl, De Roest, Hanssen, Calleeuw, Van de Wetering, WISSELS: 46' Van Es Evers 46' Egelmeers Van Vlerken 46' Bijl Peeters 46' Van de Wetering Van den Bighelaar 68' Hanssen Coolen 68' De Roest Bijl 74' Verhoeven Christ 74' Calleeuw Kuijpers |  |  |  |  |  |
|                                                                                          | | | | |  |  |  |  |  |
| oefenduel 5                                                                              | PSV/FC Eindhoven | 4 - 2 (1 - 1) | VV Eindhoven AV B1 | |  |  |  |  |  |
| do. 16 augustus 2012 Aanvangstijd: 19:00 uur Plaats: Eindhoven Sportpark Velddoornweg    | Daniëlle van de Donk 26' Marjolijn van den Bighelaar 71' Daniëlle van de Donk (pen.) 82' Jeslynn Kuijpers 89' | 0 - 1 1 - 1 2 - 1 2 - 2 3 - 2 4 - 2                                                                                                | 14' n.b. 79' n.b. | BASISOPSTELLING: Christ - Kelleners, Van Vlerken, Van Es, Van Erp - Peeters, Van de Donk, Van den Boogaard - Van de Wetering, Van den Bighelaar, Calleeuw RESERVEBANK: Verhoeven, Evers, Egelmeers, Groenen, Bijl, De Roest, Hanssen, Coolen, Kuijpers, De Kort WISSELS: 46' Verhoeven Christ 46' Evers Van Vlerken 46' Coolen Van de Wetering 46' Kuijpers Calleeuw 66' Bijl Peeters                                                              |  |  |  |  |  |
|                                                                                          | | | | |  |  |  |  |  |
| oefenduel 6                                                                              | PSV/FC Eindhoven | 4 - 2 (1 - 1) | FK Zorkiy Krasnogorsk | |  |  |  |  |  |
| zo. 19 augustus 2012 Aanvangstijd: 15:00 uur Plaats: Rosmalen Sportpark De Groote Wielen | Marjolijn van den Bighelaar 10' Daniëlle van de Donk 63' Daniëlle van de Donk 70' n.b. e.d. 79' | 1 - 0 1 - 1 2 - 1 3 - 1 3 - 2 4 - 2                                                                                                | 41' n.b. 72' n.b. | BASISOPSTELLING: Christ - Kelleners, Van Vlerken, Evers, Van Erp - Peeters, Van de Donk, Van den Boogaard - Van de Wetering, Van den Bighelaar, Kuijpers RESERVEBANK: Verhoeven, Van Es, Groenen, Egelmeers, De Roest, Hanssen, Calleeuw, Coolen, WISSELS: 68' De Roest Peeters 68' Coolen Van de Wetering 68' Hanssen Van den Bighelaar 68' Calleeuw Kuijpers 75' Van Es Evers 75' Groenen Van Erp                                                |  |  |  |  |  |
|                                                                                          | | | | |  |  |  |  |  |
| oefenduel 7                                                                              | PSV/FC Eindhoven | 0 - 3 (0 - 1) | Equatoriaal-Guinea | |  |  |  |  |  |
| di. 11 september 2012 Aanvangstijd: 17:00 uur Plaats: Eindhoven Sportpark Velddoornweg   | | 0 - 1 0 - 2 0 - 3 | n.b. | BASISOPSTELLING: Verhoeven - Kelleners, Van Vlerken , Van Erp, Egelmeers - Bijl, Hanssen, De Roest - Calleeuw, De Kort, Coolen RESERVEBANK: Peeters, Van den Bighelaar, Van den Boogaard, Van de Wetering, Kuijpers WISSELS: 46' Peeters Van Vlerken 46' Van den Boogaard Bijl 46' Van den Bighelaar De Kort 68' Van de Wetering Coolen |  |  |  |  |  |
| oefenduel 8                                                                              | Unitas ´28 | 0 - 13 (0 - 7) | PSV/FC Eindhoven | |  |  |  |  |  |
| Vr. 19 oktober 2012 Aanvangstijd: 19:30 uur Plaats: Wamel Sportpark De Parken            | | 0 - 1 0 - 2 0 - 3 0 - 4 0 - 5 0 - 6 0 - 7 0 - 8 0 - 9 0 - 10 0 - 11 0 - 12 0 - 13                                                  | 1' Suzanne de Kort 4' Daniëlle van de Donk 6' Nadia Coolen 9' Jeslynn Kuijpers 24' Melissa Evers 30' Daniëlle van de Donk 37' Sylke Calleeuw 49' Suzanne de Kort 62' Nadine Hanssen 67' Sylke Calleeuw 71' Suzanne de Kort 76' Suzanne de Kort 86' Daniëlle van de Donk | BASISOPSTELLING: Christ - Kelleners, Van Vlerken, Evers, Van Erp - Peeters, Van den Boogaard, Van de Donk - Coolen, De Kort, Kuijpers RESERVEBANK: Verhoeven, Egelmeers, Groenen, De Roest, Calleeuw, Hanssen, Janssens-Lens WISSELS: 25' Hanssen Coolen 25' Calleeuw Kuijpers 46' Verhoeven Christ 46' Egelmeers Evers 46' Groenen Kelleners 46' De Roest Peeters 46' Janssens-Lens Van den Boogaard                                              |  |  |  |  |  |
| oefenduel 9                                                                              | PSV/FC Eindhoven | 1 - 5 (0 - 3) | VV Brabantia B1 | |  |  |  |  |  |
| do. 25 oktober 2012 Aanvangstijd: 19:30 uur Plaats: Eindhoven Sportpark Velddoornweg     | Daniëlle van de Donk n.b. | 0 - 1 0 - 2 0 - 3 0 - 4 1 - 4 1 - 5                                                                                                | n.b. | BASISOPSTELLING: Christ - Kelleners, Van Vlerken, Van Erp, Egelmeers - Peeters, Van den Boogaard, Hanssen - Van de Wetering, De Kort, Calleeuw RESERVEBANK: Groenen, Bijl, Evers, De Roest, Van de Donk WISSELS: 41' Groenen Kelleners 41' Bijl Van Erp 41' Evers Egelmeers 41' De Roest Peeters 41' Van de Donk Hanssen 65' Van Erp Van den Boogaard                                                                                              |  |  |  |  |  |
| - De wedstrijd werd in 2 × 40 minuten gespeeld.                                          | | | | |  |  |  |  |  |
| oefenduel 10                                                                             | PSV/FC Eindhoven | 1 - 8 (0 - 2) | VV UNA B1 | |  |  |  |  |  |
| wo. 21 november 2012 Aanvangstijd: 19:00 uur Plaats: Eindhoven Sportpark Velddoornweg    | Marlou Kelleners n.b. | 0 - 1 0 - 2 0 - 3 0 - 4 0 - 5 0 - 6 0 - 7 1 - 7 1 - 8                                                                              | n.b. | BASISOPSTELLING: n.b. RESERVEBANK: n.b. WISSELS: n.b. |  |  |  |  |  |
| oefenduel 11                                                                             | PSV/FC Eindhoven | 0 - 1 (0 - 1) | University of Alabama | |  |  |  |  |  |
| wo. 25 maart 2013 Aanvangstijd: 17:45 uur Plaats: Eindhoven De Herdgang                  | | 0 - 1 | n.b. | BASISOPSTELLING: n.b. RESERVEBANK: n.b. WISSELS: n.b. |  |  |  |  |  |

### BeNe League Orange
| 1e speelronde | ADO Den Haag                                                                                                | 0 - 3 (0 - 1)                             | PSV/FC Eindhoven                                                                         | Selectie PSV/FC Eindhoven: |
| vr. 24 augustus 2012 Aanvangstijd: 19:30 uur Plaats: Den Haag Kyocera Stadion Toeschouwers: 400 Scheidsrechter: Dhr. M.J. Kloet                                                           | | 0 - 1 0 - 2 0 - 3                         | 44' Daniëlle van de Donk 53' Marjolijn van den Bighelaar 55' Marjolijn van den Bighelaar | BASISOPSTELLING: Christ - Kelleners, Van Vlerken, Evers, Van Erp - Van den Boogaard, Peeters, Van de Donk - Van de Wetering, Van den Bighelaar, Kuijpers RESERVEBANK: Verhoeven, Groenen, De Roest, Bijl, Coolen, Calleeuw, Hanssen WISSELS: 68' Coolen Van de Wetering 85' De Roest Van den Boogaard                                                          |
| - Deze wedstrijd betrof de eerste officiële wedstrijd van PSV/FC Eindhoven. Alle speelsters die speelden debuteerden dus voor PSV/FC Eindhoven.                                           | |                                           |                                                                                          | |
| 2e speelronde | PSV/FC Eindhoven                                                                                            | 1 - 1 (1 - 0)                             | FC Twente                                                                                | Selectie PSV/FC Eindhoven: |
| vr. 31 augustus 2012 Aanvangstijd: 19:30 uur Plaats: Eindhoven Jan Louwers Stadion Toeschouwers: 1.500 Scheidsrechter: Dhr. N. Ooms                                                       | Manon van den Boogaard 30'                                                                                  | 1 - 0 1 - 1                               | 85' Larissa Wigger                                                                       | BASISOPSTELLING: Christ - Kelleners, Van Vlerken, Evers, Van Erp - Van den Boogaard, Peeters, Van de Donk - Van de Wetering, Van den Bighelaar, Kuijpers RESERVEBANK: Verhoeven, Groenen, Bijl, Coolen, Calleeuw, Hanssen, De Kort WISSELS: 61' Coolen Kuijpers 71' De Kort Van den Bighelaar 88' Bijl Peeters                                                 |
| - Suzanne de Kort en Janneke Bijl debuteerden voor PSV/FC Eindhoven. | |                                           |                                                                                          | |
| 3e speelronde | PEC Zwolle                                                                                                  | 5 - 2 (3 - 0)                             | PSV/FC Eindhoven                                                                         | Selectie PSV/FC Eindhoven: |
| vr. 7 september 2012 Aanvangstijd: 19:30 uur Plaats: Zwolle IJsseldelta Stadion Toeschouwers: 250 Scheidsrechter: Dhr. Barrett                                                            | Lisanne Vermeulen 5' Marianne van Brummelen 13' Lisanne Vermeulen 21' Lisanne Vermeulen 72' Sylvia Smit 74' | 1 - 0 2 - 0 3 - 0 3 - 1 4 - 1 5 - 1 5 - 2 | 49' Marlou Peeters 81' Daniëlle van de Donk (pen.)                                       | BASISOPSTELLING: Christ - Kelleners, Van Vlerken, Evers, Van Erp - Van den Boogaard, Peeters, Van de Donk - Van de Wetering, Van den Bighelaar, Kuijpers RESERVEBANK: Verhoeven, Egelmeers, De Roest, Bijl, Coolen, Calleeuw, De Kort WISSELS: 71' Coolen Kuijpers 72' Bijl Peeters                                                                            |
| 4e speelronde | PSV/FC Eindhoven                                                                                            | 1 - 1 (0 - 1)                             | sc Heerenveen                                                                            | PSV/FC Eindhoven: |
| vr. 21 september 2012 Aanvangstijd: 19:30 uur Plaats: Eindhoven Jan Louwers Stadion Toeschouwers: 400 Scheidsrechter: n.b.                                                                | Daniëlle van de Donk 69'                                                                                    | 0 - 1 1 - 1                               | 34' Wendy Mulder                                                                         | BASISOPSTELLING: Christ - Kelleners, Van Vlerken, Evers, Van Erp - Van den Boogaard, Peeters, Van de Donk - Coolen, Van den Bighelaar, Kuijpers RESERVEBANK: Verhoeven, Egelmeers, De Roest, Bijl, Van de Wetering, Calleeuw, De Kort WISSELS: 89' Bijl Evers 89' Van de Wetering Van den Bighelaar                                                            |
| 5e speelronde | PSV/FC Eindhoven                                                                                            | 1 - 0 (1 - 0)                             | SC Telstar VVNH                                                                          | Selectie PSV/FC Eindhoven: |
| vr. 28 september 2012 Aanvangstijd: 19:30 uur Plaats: Eindhoven De Herdgang Toeschouwers: 300 Scheidsrechter: n.b.                                                                        | Nadia Coolen 18 '                                                                                           | 1 - 0                                     |                                                                                          | BASISOPSTELLING: Christ - Kelleners, Van Vlerken, Bijl, Evers - Van den Boogaard, Peeters, Van de Donk - Van de Wetering, Van den Bighelaar, Coolen RESERVEBANK: Verhoeven, Egelmeers, De Roest, Van Erp, Kuijpers, Calleeuw, De Kort WISSELS: 46' Van Erp Bijl 46' Kuijpers Van den Bighelaar 70' De Kort Coolen KAARTEN: 35' Van de Wetering 67' Van de Donk |
| 6e speelronde | Ajax | 2 - 2 (1 - 2)                             | PSV/FC Eindhoven                                                                         | Selectie PSV/FC Eindhoven: |
| vr. 5 oktober 2012 Aanvangstijd: 19:30 uur Plaats: Amsterdam Sportpark De Toekomst Toeschouwers: 2.000 Scheidsrechter: Mevr. S. de Jong                                                   | Desiree van Lunteren (pen.) 8' Mandy Versteegt 50'                                                          | 1 - 0 1 - 1 1 - 2 2 - 2                   | 13' Manon van den Boogaard 26' Daniëlle van de Donk (pen.)                               | BASISOPSTELLING: Christ - Kelleners, Bijl, Evers, Van Erp - Van den Boogaard, Peeters, Van de Donk - Coolen, De Kort, Kuijpers RESERVEBANK: Verhoeven, Egelmeers, De Roest, Van Vlerken, Calleeuw, Van de Wetering, Hanssen WISSELS: 61' Van Vlerken Bijl 61' Van de Wetering De Kort 83' De Roest Coolen                                                      |
| 7e speelronde | PSV/FC Eindhoven                                                                                            | 2 - 1 (0 - 0)                             | FC Utrecht                                                                               | Selectie PSV/FC Eindhoven: |
| vr. 12 oktober 2012 Aanvangstijd: 19:30 uur Plaats: Eindhoven Jan Louwers Stadion Toeschouwers: 350 Scheidsrechter: n.b.                                                                  | Nadia Coolen 71' Daniëlle van de Donk 72'                                                                   | 0 - 1 1 - 1 2 - 1                         | 65' Rowena Blankestijn                                                                   | BASISOPSTELLING: Christ - Kelleners, Van Vlerken, Evers, Van Erp - Van den Boogaard, Peeters, Van de Donk - Coolen, De Kort, Kuijpers RESERVEBANK: Verhoeven, Egelmeers, De Roest, Bijl, Calleeuw, Van de Wetering, Hanssen WISSELS: 30' Bijl Peeters 67' Van de Wetering Kuijpers 81' Hanssen De Kort                                                         |
| - Nadine Hanssen debuteerde voor PSV/FC Eindhoven. | |                                           |                                                                                          | |
| 8e speelronde | PSV/FC Eindhoven                                                                                            | 3 - 2 (1 - 2)                             | Ajax                                                                                     | Selectie PSV/FC Eindhoven: |
| vr. 2 november 2012 Aanvangstijd: 19:30 uur Plaats: Eindhoven Jan Louwers Stadion Toeschouwers: 2.138 Scheidsrechter: Dhr. R. Witlox                                                      | Nadia Coolen 26' Daniëlle van de Donk 59' Daniëlle van de Donk 66'                                          | 0 - 1 1 - 1 1 - 2 2 - 2 3 - 2             | 8' Desiree van Lunteren 37' Anouk Hoogendijk                                             | BASISOPSTELLING: Christ - Kelleners, Van Vlerken, Evers, Van Erp - Van den Boogaard, Peeters, Van de Donk - Coolen, De Kort, Kuijpers RESERVEBANK: Verhoeven, Van Es, De Roest, Bijl, Calleeuw, Van de Wetering, Hanssen WISSELS: 46' Van de Wetering De Kort 86' Van Es Evers 89' Calleeuw Van de Donk                                                        |
| - Kika van Es en Sylke Calleeuw debuteerden voor PSV/FC Eindhoven. | |                                           |                                                                                          | |
| 9e speelronde | SC Telstar VVNH                                                                                             | 0 - 0 (0 - 0)                             | PSV/FC Eindhoven                                                                         | Selectie PSV/FC Eindhoven: |
| vr. 9 november 2012 Aanvangstijd: 19:30 uur Plaats: Velsen-Zuid TATA Steel Stadion Toeschouwers: 850 Scheidsrechter: Dhr. B.B. van den Helder                                             | |                                           |                                                                                          | BASISOPSTELLING: Christ - Kelleners, Van Vlerken, Van Erp, Van Es - Van den Boogaard, Peeters, Van de Donk - Coolen, Van de Wetering, Kuijpers RESERVEBANK: Verhoeven, Evers, De Roest, Bijl, Calleeuw, De Kort, Hanssen WISSELS: 27' Evers Van Es 58' De Kort Van de Wetering KAARTEN: 40' Van de Donk 42' Van den Boogaard                                   |
| 10e speelronde | FC Twente                                                                                                   | 5 - 1 (1 - 1)                             | PSV/FC Eindhoven                                                                         | Selectie PSV/FC Eindhoven: |
| vr. 16 november 2012 Aanvangstijd: 19:30 uur Plaats: Enschede De Grolsch Veste Toeschouwers: 800 Scheidsrechter: M.A. Molenmaker                                                          | Maayke Heuver 10' Sherida Spitse 56' Maayke Heuver 62' Shanice van de Sanden 66' Anouk Dekker 68'           | 1 - 0 1 - 1 2 - 1 3 - 1 4 - 1 5 - 1       | 39' Jette van Vlerken                                                                    | BASISOPSTELLING: Christ - Kelleners, Van Vlerken, Van Erp, Van Es - Van den Boogaard, Peeters, Van de Donk - Coolen, De Kort, Kuijpers RESERVEBANK: Verhoeven, Evers, De Roest, Bijl, Calleeuw, Van de Wetering, Hanssen WISSELS: 46' Evers Van Es 73' Van de Wetering De Kort 73' Bijl Peeters                                                                |
| 11e speelronde | PSV/FC Eindhoven                                                                                            | 4 - 0 (2 - 0)                             | PEC Zwolle                                                                               | Selectie PSV/FC Eindhoven: |
| vr. 30 november 2012 Aanvangstijd: 19:30 uur Plaats: Eindhoven Jan Louwers Stadion Toeschouwers: 503 Scheidsrechter: Dhr. P.M.G. Govers                                                   | Jeslynn Kuijpers 37' Jeslynn Kuijpers 41' Manon van den Boogaard 57' Nadia Coolen 61'                       | 1 - 0 2 - 0 3 - 0 4 - 0                   |                                                                                          | BASISOPSTELLING: Christ - Kelleners, Van Vlerken, Van Erp, Evers - Van den Boogaard, Peeters, Van de Donk - Coolen, De Kort, Kuijpers RESERVEBANK: Verhoeven, Egelmeers, De Roest, Bijl, Calleeuw, Van de Wetering, Hanssen WISSELS: 71' Van de Wetering De Kort 71' De Roest Van de Donk 77' Calleeuw Kuijpers KAARTEN: 61' Kuijpers 74' Van den Boogaard     |
| 12e speelronde | FC Utrecht                                                                                                  | 0 - 2 (0 - 2)                             | PSV/FC Eindhoven                                                                         | Selectie PSV/FC Eindhoven: |
| di. 11 december 2012 Aanvangstijd: 19:30 uur Plaats: Utrecht Sportpark Maarschalkerweerd Toeschouwers: 200 Scheidsrechter: n.n.b.                                                         | | 0 - 1 0 - 2                               | 36' Daniëlle van de Donk 43' Jeslynn Kuijpers                                            | BASISOPSTELLING: Christ - Kelleners, Van Vlerken, Van Erp, Evers - Van den Boogaard, Peeters, Van de Donk - Coolen, De Kort, Kuijpers RESERVEBANK: Verhoeven, Egelmeers, De Roest, Bijl, Calleeuw, Van de Wetering, Hanssen WISSELS: 80' Hanssen Coolen |
| - De wedstrijd stond oorspronkelijk vastgesteld voor 7 december 2012, maar werd afgelast wegens een algehele KNVB afgelasting door het overlijden van grensrechter Richard Nieuwenhuizen. | |                                           |                                                                                          | |
| 13e speelronde | sc Heerenveen                                                                                               | 1 - 1 (0 - 1)                             | PSV/FC Eindhoven                                                                         | Selectie PSV/FC Eindhoven: |
| vr. 14 december 2012 Aanvangstijd: 19:30 uur Plaats: Heerenveen Sportpark Skoatterwâld Toeschouwers: 50 Scheidsrechter: Dhr. N. Zeeman                                                    | Vivianne Miedema 46'                                                                                        | 0 - 1 1 - 1                               | 8' Suzanne de Kort                                                                       | BASISOPSTELLING: Verhoeven - Kelleners, Van den Boogaard , Van Erp, Evers - De Roest, Peeters, Van de Donk - Coolen, De Kort, Kuijpers RESERVEBANK: Christ, Egelmeers, Groenen, Van Vlerken, Bijl, Calleeuw, Hanssen WISSELS: 65' Hanssen Coolen 85' Calleeuw De Kort 86' Groenen Kelleners                                                                    |
| - Renate Verhoeven en Merel Groenen debuteerden voor PSV/FC Eindhoven. | |                                           |                                                                                          | |
| 14e speelronde | PSV/FC Eindhoven                                                                                            | 1 - 3 (1 - 1)                             | ADO Den Haag                                                                             | Selectie PSV/FC Eindhoven: |
| vr. 21 december 2012 Aanvangstijd: 19:30 uur Plaats: Eindhoven Jan Louwers Stadion Toeschouwers: 200 Scheidsrechter: n.b.                                                                 | Suzanne de Kort 44'                                                                                         | 0 - 1 1 - 1 1 - 2 1 - 3                   | 8' Lineth Beerensteyn 48' Lineth Beerensteyn 90' Sheila van den Bulk (pen.)              | BASISOPSTELLING: Christ - Kelleners, Van den Boogaard, Van Erp, Evers - De Roest, Peeters, Van de Donk - Coolen, De Kort, Kuijpers RESERVEBANK: Verhoeven, Egelmeers, Groenen, Van Vlerken, Bijl, Calleeuw, Hanssen WISSELS: 71' Calleeuw Coolen KAARTEN: 90' Kelleners                                                                                        |
| | |                                           |                                                                                          | |

### BeNe League A 2012/13
| 1e speelronde | FC Twente                                                                                      | 2 - 0 (1 - 0)                             | PSV/FC Eindhoven | Opstelling PSV/FC Eindhoven: |  |  |  |  |  |
| di. 19 februari 2013 Aanvangstijd: 19:30 uur Plaats: Enschede Grolsch Veste Toeschouwers: 350 Scheidsrechter: Dhr. A.M. Steeg              | Anouk Dekker 8' Maayke Heuver 87'                                                              | 1 - 0 2 - 0                               | | BASISOPSTELLING: Christ - Van Erp, Van Vlerken, Bijl, Egelmeers - Van den Boogaard, Peeters, Van de Donk - Coolen, De Kort, Kuijpers RESERVEBANK: Habraken, Groenen, De Roest, Calleeuw, Hanssen, Van de Wetering, Van den Bighelaar WISSELS: 46' Van den Bighelaar De Kort 77' Van de Wetering Coolen 83' Hanssen Van de Donk KAARTEN: 80' Van Vlerken                           |  |  |  |  |  |
| - De wedstrijd stond oorspronkelijk vastgesteld voor 25 januari 2013, maar werd afgelast wegens de winterse omstandigheden.                |                                                                                                |                                           | | |  |  |  |  |  |
| 2e speelronde | PSV/FC Eindhoven                                                                               | 1 - 0 (1 - 0)                             | ADO Den Haag | Opstelling PSV/FC Eindhoven: |  |  |  |  |  |
| vr. 1 februari 2013 Aanvangstijd: 19:30 uur Plaats: Eindhoven De Herdgang Toeschouwers: 350 Scheidsrechter: n.b.                           | Nadia Coolen 11'                                                                               | 1 - 0                                     | | BASISOPSTELLING: Christ - Van Erp, Van Vlerken, Bijl, Evers - Van den Boogaard, Peeters, Van de Donk - Coolen, De Kort, Kuijpers RESERVEBANK: Verhoeven, Groenen, Egelmeers, De Roest, Calleeuw, Hanssen WISSELS: 70' Hanssen De Kort KAARTEN: 53' Bijl 84' Van Vlerken |  |  |  |  |  |
| 3e speelronde | Lierse SK                                                                                      | 0 - 0 (0 - 0)                             | PSV/FC Eindhoven | Opstelling PSV/FC Eindhoven: |  |  |  |  |  |
| vr. 22 februari 2013 Aanvangstijd: 20:30 uur Plaats: Lier Herman Vanderpoortenstadion Toeschouwers: 500 Scheidsrechter: Mevr. Leen Martens |                                                                                                |                                           | | BASISOPSTELLING: Christ - Groenen, Van Erp, Van Vlerken, Egelmeers - Van den Boogaard, Peeters, Van de Donk - Coolen, Van de Wetering, Kuijpers RESERVEBANK: Habraken, Evers, De Roest, Calleeuw, Hanssen, Van den Bighelaar, De Kort WISSELS: 46' De Roest Peeters 53' Van den Bighelaar Van de Wetering 81' Groenen Calleeuw KAARTEN: 84' Van den Boogaard 84' Van den Boogaard |  |  |  |  |  |
| 4e speelronde | PSV/FC Eindhoven                                                                               | 1 - 1 (1 - 0)                             | Standard Luik | Opstelling PSV/FC Eindhoven: |  |  |  |  |  |
| vr. 1 maart 2013 Aanvangstijd: 19:30 uur Plaats: Eindhoven Jan Louwers Stadion Toeschouwers: 500 Scheidsrechter: Dhr. Bob Grilis           | Daniëlle van de Donk 37'                                                                       | 1 - 0 1 - 1                               | 48' Berit Stevens | BASISOPSTELLING: Christ - Kelleners, Van Vlerken, Van Erp, Egelmeers - Evers, Van de Wetering, Van de Donk - Coolen, Van den Bighelaar, Kuijpers RESERVEBANK: Verhoeven, Habraken, Groenen, Peeters, Calleeuw, Hanssen, De Kort WISSELS: 70' Peeters Kelleners 84' De Kort Van de Wetering KAARTEN: 44' Kuijpers 63' Van Erp 87' Evers                                            |  |  |  |  |  |
| 5e speelronde | RSC Anderlecht                                                                                 | 1 - 1 (0 - 1)                             | PSV/FC Eindhoven | Opstelling PSV/FC Eindhoven: |  |  |  |  |  |
| za. 16 maart 2013 Aanvangstijd: 15:00 uur Plaats: Tubeke Sporttechnisch Centrum KBVB Toeschouwers: 60 Scheidsrechter: n.b.                 | Sophie Mannaert 59'                                                                            | 0 - 1 1 - 1                               | 37' Jeslynn Kuijpers | BASISOPSTELLING: Verhoeven - Kelleners, Van Vlerken, Van Erp, Evers - Van den Boogaard , Peeters, Van de Donk - Van de Wetering, Van den Bighelaar, Kuijpers RESERVEBANK: Habraken, Van Es, Bijl, Egelmeers, Brummel, Hanssen, De Kort WISSELS: 77' Van Es Kuijpers 85' Brummel Van den Bighelaar 90' De Kort Van de Wetering                                                     |  |  |  |  |  |
| - Na acht maanden revalidatie van een knieblessure maakte Marije Brummel haar debuut voor PSV/FC Eindhoven.                                |                                                                                                |                                           | | |  |  |  |  |  |
| 6e speelronde | PSV/FC Eindhoven                                                                               | 1 - 1 (0 - 1)                             | Ajax | Opstelling PSV/FC Eindhoven: |  |  |  |  |  |
| vr. 22 maart 2013 Aanvangstijd: 19:30 uur Plaats: Eindhoven Jan Louwers Stadion Toeschouwers: 2.000 Scheidsrechter: Dhr. J. van den Hurk   | Daniëlle van de Donk 86'                                                                       | 0 - 1 1 - 1                               | 8' Carmen Manduapessy | BASISOPSTELLING: Christ - Kelleners, Van Vlerken, Van Erp, Evers - Van den Boogaard, Van den Bighelaar, Van de Donk - Coolen, Van de Wetering, Kuijpers RESERVEBANK: Verhoeven, Van Es, Egelmeers, Bijl, Brummel, Hanssen, De Kort WISSELS: 46' Bijl Van den Bighelaar 65' Van Es Evers 82' Brummel Van Vlerken KAARTEN: 28' Van de Donk                                          |  |  |  |  |  |
| 7e speelronde | Beerschot AC                                                                                   | 2 - 5 (2 - 4)                             | PSV/FC Eindhoven | Opstelling PSV/FC Eindhoven: |  |  |  |  |  |
| za. 30 maart 2013 Aanvangstijd: 16:00 uur Plaats: Kontich FC Kontich Stadion Toeschouwers: 60 Scheidsrechter: Dhr. L. Visser               | Marte van de Wouw 4' Tamara Valentijn 32'                                                      | 0 - 1 1 - 1 1 - 2 1 - 3 2 - 3 2 - 4 2 - 5 | 1' Daniëlle van de Donk 22' Mauri van de Wetering 25' Mauri van de Wetering 40' Mauri van de Wetering 79' Manon van den Boogaard | BASISOPSTELLING: Christ - Kelleners, Van Vlerken, Van Erp, Evers - Van den Boogaard, Peeters, Van de Donk - Van de Wetering, Van den Bighelaar, Kuijpers RESERVEBANK: Verhoeven, Van Es, Egelmeers, De Roest, Brummel, Calleeuw, De Kort WISSELS: 42' Van Es Van Vlerken 81' Calleeuw Van de Donk 86' Brummel Van den Boogaard                                                    |  |  |  |  |  |
| 8e speelronde | PSV/FC Eindhoven                                                                               | 1 - 0 (1 - 0)                             | FC Twente | Opstelling PSV/FC Eindhoven: |  |  |  |  |  |
| vr. 12 april 2013 Aanvangstijd: 19:30 uur Plaats: Eindhoven De Herdgang Toeschouwers: 500 Scheidsrechter: Dhr. T. Wesdorp                  | Daniëlle van de Donk 6'                                                                        | 1 - 0                                     | | BASISOPSTELLING: Christ - Kelleners, Bijl, Van Erp, Van Es - Van den Boogaard, Peeters, Brummel, Van den Bighelaar - Van de Donk, Van de Wetering RESERVEBANK: Verhoeven, Van Vlerken, Evers, De Roest, Coolen, Hanssen, De Kort WISSELS: 59' Van Vlerken Brummel 71' Coolen Van den Bighelaar KAARTEN: 11' Bijl 52' Van de Donk                                                  |  |  |  |  |  |
| 9e speelronde | ADO Den Haag                                                                                   | 0 - 0 (0 - 0)                             | PSV/FC Eindhoven | Opstelling PSV/FC Eindhoven: |  |  |  |  |  |
| vr. 19 april 2013 Aanvangstijd: 19:30 uur Plaats: Den Haag Kyocera Stadion Toeschouwers: 500 Scheidsrechter: Dhr. E.M. Toonen              |                                                                                                |                                           | | BASISOPSTELLING: Verhoeven - Kelleners, Bijl, Van Erp, Van Es - Van den Boogaard , Peeters, Brummel, Van den Bighelaar - Van de Donk, Van de Wetering RESERVEBANK: Habraken, Van Vlerken, Egelmeers, Evers, Kuijpers, Coolen, De Kort WISSELS: 46' Coolen Peeters 63' Van Vlerken Brummel 76' Kuijpers Van den Bighelaar KAARTEN: 16' Van den Bighelaar 90' Kelleners             |  |  |  |  |  |
| 10e speelronde | PSV/FC Eindhoven                                                                               | 3 - 0 (2 - 0)                             | Lierse SK | Opstelling PSV/FC Eindhoven: |  |  |  |  |  |
| vr. 26 april 2013 Aanvangstijd: 19:30 uur Plaats: Eindhoven De Herdgang Toeschouwers: 500 Scheidsrechter: Dhr. N.H.H.J. Tunnisen           | Nadia Coolen 7' Daniëlle van de Donk 43' Kika van Es 87'                                       | 1 - 0 2 - 0 3 - 0                         | | BASISOPSTELLING: Verhoeven - Kelleners, Van Vlerken, Van Erp, Van Es - Van den Boogaard , Brummel, Van de Donk - Coolen, Van de Wetering, Kuijpers RESERVEBANK: Habraken, Bijl, Evers, Peeters, Calleeuw, Van den Bighelaar, De Kort WISSELS: 75' De Kort Kuijpers 80' Evers Brummel 88' Calleeuw Van de Donk KAARTEN: 68' Van de Donk                                            |  |  |  |  |  |
| 11e speelronde | Standard Luik                                                                                  | 2 - 1 (1 - 0)                             | PSV/FC Eindhoven | Opstelling PSV/FC Eindhoven: |  |  |  |  |  |
| za. 4 mei 2013 Aanvangstijd: 15:00 uur Plaats: Luik Academie Robert Louis-Dreyfus Toeschouwers: 200 Scheidsrechter: Dhr. F. Baltieri       | Aline Zeler 2' Aline Zeler (pen.) 66'                                                          | 1 - 0 1 - 1 2 - 1                         | 55' Jeslynn Kuijpers | BASISOPSTELLING: Verhoeven - Kelleners, Van Vlerken, Van Erp, Van Es - Van den Boogaard , Brummel, Peeters - Coolen, Van de Wetering, Kuijpers RESERVEBANK: Habraken, Bijl, Evers, Egelmeers, De Roest, Van den Bighelaar, De Kort WISSELS: 46' Bijl Peeters 70' Evers Brummel 83' Van den Bighelaar Kelleners KAARTEN: 65' Van Vlerken                                           |  |  |  |  |  |
| 12e speelronde | PSV/FC Eindhoven                                                                               | 2 - 0 (0 - 0)                             | Beerschot AC | Opstelling PSV/FC Eindhoven: |  |  |  |  |  |
| vr. 10 mei 2013 Aanvangstijd: 19:30 uur Plaats: Eindhoven Jan Louwers Stadion Toeschouwers: 200 Scheidsrechter: Mevr. D. Hoogendijk        | Suzanne de Kort 74' Nadia Coolen 82'                                                           | 1 - 0 2 - 0                               | | BASISOPSTELLING: Verhoeven - Kelleners, Bijl, Evers, Van Es - Van den Boogaard , Peeters, Van de Donk - Coolen, Van de Wetering, Kuijpers RESERVEBANK: Habraken, Egelmeers, De Roest, Brummel, Calleeuw, De Kort WISSELS: 40' De Kort Kuijpers 46' Brummel Van de Wetering |  |  |  |  |  |
| 13e speelronde | Ajax                                                                                           | 1 - 2 (1 - 0)                             | PSV/FC Eindhoven | Opstelling PSV/FC Eindhoven: |  |  |  |  |  |
| za 18 mei 2013 Aanvangstijd: 14:30 uur Plaats: Amsterdam De Toekomst Toeschouwers: 1.200 Scheidsrechter: Mevr. S. Shukrula                 | Mandy Versteegt 45'                                                                            | 1 - 0 1 - 1 1 - 2                         | 81' Mauri van de Wetering 86' Suzanne de Kort                                                                                    | BASISOPSTELLING: Verhoeven - Kelleners, Bijl, Evers, Van Es - Van den Boogaard , Van Vlerken, Van de Donk - Coolen, Van de Wetering, Kuijpers RESERVEBANK: Habraken, Egelmeers, Van Erp, Peeters, Brummel, De Roest, De Kort WISSELS: 63' Van Erp Van Vlerken 63' Brummel Kuijpers 84' De Kort Evers KAARTEN: 83' Evers                                                           |  |  |  |  |  |
| 14e speelronde | PSV/FC Eindhoven                                                                               | 4 - 1 (2 - 0)                             | RSC Anderlecht | Opstelling PSV/FC Eindhoven: |  |  |  |  |  |
| za. 25 mei 2013 Aanvangstijd: 15:00 uur Plaats: Eindhoven Jan Louwers Stadion Toeschouwers: 500 Scheidsrechter: Dhr. B. Verstappen         | Mauri van de Wetering 12' Mauri van de Wetering 18' Daniëlle van de Donk 64' Melissa Evers 66' | 1 - 0 2 - 0 3 - 0 4 - 0 4 - 1             | 87' Jana Coryn | BASISOPSTELLING: Verhoeven - Kelleners, Bijl, Evers, Van Es - Van den Boogaard , Van Erp, Van de Donk - Coolen, Van de Wetering, De Kort RESERVEBANK: Habraken, Van Vlerken, Peeters, Brummel, De Roest, Calleeuw, Hanssen WISSELS: 65' Calleeuw Van de Wetering 69' De Roest Van de Donk 80' Hanssen Van den Boogaard                                                            |  |  |  |  |  |

### KNVB beker
| achtste finale | SC Buitenveldert                            | 2 - 1 (0 - 1)     | PSV/FC Eindhoven   | Selectie PSV/FC Eindhoven: |
| za. 16 februari 2012 Aanvangstijd: 14:45 uur Plaats: Amsterdam Sportpark Buitenveldert Toeschouwers: 300 Scheidsrechter: n.b.                                                  | Lieselotte Wels 49' Rozemarijn Veldhuis 89' | 0 - 1 1 - 1 2 - 1 | 15' Sylke Calleeuw | BASISOPSTELLING: Christ - Groenen, Van Vlerken, Van Erp, Egelmeers - De Roest, Hanssen, Peeters - Coolen, De Kort, Calleeuw RESERVEBANK: Habraken, Bijl, Evers, Van den Boogaard, Van den Bighelaar, Kuijpers WISSELS: 62' Van den Bighelaar De Kort 62' Kuijpers Calleeuw 69' Van den Boogaard De Roest KAARTEN: 75' Van Vlerken 90' Coolen |
| - Vera Egelmeers debuteerde voor PSV/FC Eindhoven. - De wedstrijd stond oorspronkelijk vastgesteld voor 19 januari 2013, maar werd afgelast wegens de winterse omstandigheden. |                                             |                   |                    | |

## Statistieken PSV/FC Eindhoven 2012/2013

### Tussenstand PSV/FC Eindhoven in de BeNe League Orange 2012 / 2013
| Stand | Gespeeld | Gewonnen | Gelijk | Verloren | Punten | Doelpunten voor | Doelpunten tegen | Gele kaarten | Rode kaarten |
| ----- | -------- | -------- | ------ | -------- | ------ | --------------- | ---------------- | ------------ | ------------ |
| 3e    | 14       | 6        | 5      | 3        | 23     | 24              | 21               | 7            | 0            |

### Tussenstand PSV/FC Eindhoven in de BeNe League A 2012 / 2013
| Stand | Gespeeld | Gewonnen | Gelijk | Verloren | Punten | Doelpunten voor | Doelpunten tegen | Gele kaarten | Rode kaarten |
| ----- | -------- | -------- | ------ | -------- | ------ | --------------- | ---------------- | ------------ | ------------ |
| 3e    | 14       | 7        | 5      | 2        | 26     | 22              | 11               | 16           | 1            |

### Topscorers
| #      | Naam                        | Goal |
| ------ | --------------------------- | ---- |
| 1.     | Daniëlle van de Donk        | 8    |
| 2.     | Nadia Coolen                | 4    |
| 3.     | Manon van den Boogaard      | 3    |
| 3.     | Jeslynn Kuijpers            | 3    |
| 5.     | Marjolijn van den Bighelaar | 2    |
| 5.     | Suzanne de Kort             | 2    |
| 7.     | Marlou Peeters              | 1    |
| 7.     | Jette van Vlerken           | 1    |
| Totaal | Totaal                      | 24   |

| #      | Naam                   | Goal |
| ------ | ---------------------- | ---- |
| 1.     | Daniëlle van de Donk   | 6    |
| 1.     | Mauri van de Wetering  | 6    |
| 3.     | Nadia Coolen           | 3    |
| 4.     | Jeslynn Kuijpers       | 2    |
| 4.     | Suzanne de Kort        | 2    |
| 6.     | Manon van den Boogaard | 1    |
| 6.     | Kika van Es            | 1    |
| 6.     | Melissa Evers          | 1    |
| Totaal | Totaal                 | 22   |

| #      | Naam           | Goal |
| ------ | -------------- | ---- |
| 1.     | Sylke Calleeuw | 1    |
| Totaal | Totaal         | 1    |

| #      | Naam                        | Goal |
| ------ | --------------------------- | ---- |
| 1.     | Daniëlle van de Donk        | 17   |
| 2.     | Marjolijn van den Bighelaar | 13   |
| 3.     | Jeslynn Kuijpers            | 7    |
| 4.     | Suzanne de Kort             | 4    |
| 5.     | Nadia Coolen                | 3    |
| 6.     | Manon van den Boogaard      | 2    |
| 6.     | Sylke Calleeuw              | 2    |
| 6.     | Melissa Evers               | 2    |
| 8.     | Maran van Erp               | 1    |
| 8.     | Nadine Hanssen              | 1    |
| 8.     | Marlou Kelleners            | 1    |
| 8.     | Eigen doelpunt              | 1    |
| Totaal | Totaal                      | 54   |

### Kaarten
| #      | Naam                   |   |
| ------ | ---------------------- | - |
| 1.     | Daniëlle van de Donk   | 2 |
| 1.     | Manon van den Boogaard | 2 |
| 3.     | Jeslynn Kuijpers       | 1 |
| 3.     | Mauri van de Wetering  | 1 |
| 3.     | Marlou Kelleners       | 1 |
| Totaal | Totaal                 | 7 |

| #      | Naam                        |    |
| ------ | --------------------------- | -- |
| 1.     | Daniëlle van de Donk        | 3  |
| 1.     | Jette van Vlerken           | 3  |
| 3.     | Janneke Bijl                | 2  |
| 3.     | Manon van den Boogaard      | 2  |
| 3.     | Melissa Evers               | 2  |
| 6.     | Jeslynn Kuijpers            | 1  |
| 6.     | Marlou Kelleners            | 1  |
| 6.     | Maran van Erp               | 1  |
| 6.     | Marjolijn van den Bighelaar | 1  |
| Totaal | Totaal                      | 16 |

| #      | Naam              |   |
| ------ | ----------------- | - |
| 1.     | Nadia Coolen      | 1 |
| 1.     | Jette van Vlerken | 1 |
| Totaal | Totaal            | 2 |

| #      | Naam   |   |
| ------ | ------ | - |
| Totaal | Totaal | 0 |

| #      | Naam                   |   |
| ------ | ---------------------- | - |
| 1.     | Manon van den Boogaard | 1 |
| Totaal | Totaal                 | 1 |

| #      | Naam   |   |
| ------ | ------ | - |
| Totaal | Totaal | 0 |